# Berry van Aerle
Hubertus "Berry" Aegidius Hermanus van Aerle (født 8. december 1962 i Helmond, Holland) er en tidligere hollandsk fodboldspiller (højre back), og europamester med Hollands landshold fra EM i 1988.

## Karriere
Van Aerle spillede størstedelen af sin karriere hos den hollandske storklub PSV Eindhoven. Han var med til at vinde fem hollandske mesterskaber, tre pokaltitler og Mesterholdenes Europa Cup 1988 med klubben. I løbet af sit ophold i klubben var han i en enkelt sæson udlejet til Antwerpen i Belgien.
Van Aerle spillede desuden 35 kampe for det hollandske landshold, som han debuterede for 14. oktober 1987 i en EM-kvalifikationskamp på udebane mod Polen. Han var en del af den hollandske trup, der vandt guld ved EM i 1988 i Vesttyskland. Her spillede han alle hollændernes fem kampe i turneringen, inklusive finalesejren over Sovjetunionen.
To år senere var van Aerle med hollænderne til VM i 1990 i Italien. Her spillede han alle holdets fire kampe. Hans sidste turnering med landsholdet var EM i 1992 i Sverige, hvor han deltog i to af de indledende gruppekampe.

## Titler
Æresdivisionen
- 1986, 1988, 1989, 1991 og 1992 med PSV Eindhoven

KNVB Cup
- 1988, 1989 og 1990 med PSV Eindhoven

Hollands Super Cup
- 1992 med PSV Eindhoven

Mesterholdenes Europa Cup
- 1988 med PSV Eindhoven

EM
- 1988 med Holland